# Juliet Itoya
Juliet Itoya Ebhomhenye (Ciudad de Benín, 17 de agosto de 1986) es una saltadora de longitud española de origen nigeriano.

## Carrera
Una vez conseguida la nacionalidad española comenzó a participar en competiciones deportivas representando a España. Destacó por su primera intervención en el año 2007, cuando participó en el Campeonato Europeo de Atletismo Sub-23 que se celebró en la ciudad húngara de Debrecen, quedando en un vigésimo puesto, con un salto de 5,86 metros. En 2013, en los Juegos Mediterráneos que tuvieron lugar en Mersin (Turquía), mejoró su salto y sus posiciones, llegando a quedar quinta tras saltar 6,23 metros.
En 2014, en el XVI Campeonato Iberoamericano de Atletismo, celebrado en São Paulo (Brasil), logró su primera medalla de oro al saltar 6,64 metros. Peor resultado cosecharía poco después en el Campeonato Europeo de Atletismo de Zúrich, donde no consiguió superar la fase clasificatoria, al quedar en vigésimo primer puesto con una marca de 6,20 m. Para 2016 conseguía clasificarse para el Campeonato Europeo de Atletismo de Ámsterdam, donde volvió a quedar relegada a puestos bajos, con un decimosexto puesto (y 6,35 m de marca). Para agosto, viajaba con la representación española a Brasil, participando en los Juegos Olímpicos de Río, donde quedó en vigésimo segundo puesto con un salto de 6,35 metros.
En 2017 en el Campeonato Europeo de Atletismo en Pista Cubierta quedó undécima con un salto de 6,36 metros, mientras en el Campeonato Europeo de Atletismo por Naciones celebrado en Lille (Francia) acabó séptima con 6,32 metros. En 2018, en su segunda participación en los Juegos Mediterráneos obtenía su primera medalla de plata, por detrás de la serbia Ivana Spanovic, al conseguir 6,83 metros de marca. Posteriormente en el Campeonato Europeo de Atletismo de Berlín quedaba en décimo lugar (6,38 metros) y por último, en el Campeonato Iberoamericano de Atletismo que tuvo lugar en Trujillo (Perú), volvía a obtener el primer puesto con un salto de 6,73 metros.

## Resultados por competición

### Por temporada
| Representando a España | Representando a España                            | Representando a España | Representando a España | Representando a España |
| ---------------------- | ------------------------------------------------- | ---------------------- | ---------------------- | ---------------------- |
| Año                    | Competición                                       | Lugar                  | Puesto                 | Marca                  |
| 2007                   | Campeonato Europeo de Atletismo Sub-23            | Debrecen               | 20.ª (q)               | 5,86 m.                |
| 2013                   | Juegos Mediterráneos                              | Mersin                 | 5.ª                    | 6,23 m.                |
| 2014                   | Campeonato Iberoamericano de Atletismo            | São Paulo              | 1.ª                    | 6,64 m.                |
| 2014                   | Campeonato Europeo de Atletismo                   | Zúrich                 | 21.ª (q)               | 6,20 m.                |
| 2016                   | Campeonato Europeo de Atletismo                   | Ámsterdam              | 16.ª (q)               | 6,35 m.                |
| 2016                   | Juegos Olímpicos                                  | Río de Janeiro         | 22.ª (q)               | 6,35 m.                |
| 2017                   | Campeonato Europeo de Atletismo en Pista Cubierta | Belgrado               | 11.ª (q)               | 6,36 m.                |
| 2017                   | Campeonato Europeo de Atletismo por Naciones      | Lille                  | 7.ª                    | 6,32 m.                |
| 2018                   | Juegos Mediterráneos                              | Tarragona              | 2.ª                    | 6,83 m.                |
| 2018                   | Campeonato Europeo de Atletismo                   | Berlín                 | 10.ª                   | 6,38 m.                |
| 2018                   | Campeonato Iberoamericano de Atletismo            | Trujillo               | 1.ª                    | 6,73 m.                |

### Mejores marcas
| Disciplina                         | Marca (m.) | Lugar     | Fecha                 |
| ---------------------------------- | ---------- | --------- | --------------------- |
| Salto de longitud (exterior)       | 6,80       | Getafe    | 21 de julio de 2018   |
| Salto de longitud (pista cubierta) | 6,51       | Salamanca | 18 de febrero de 2017 |

## Vida privada
Está casada con el exjugador de rugby y atleta olímpico Ignacio Martín Goenaga.